# 安丁南港

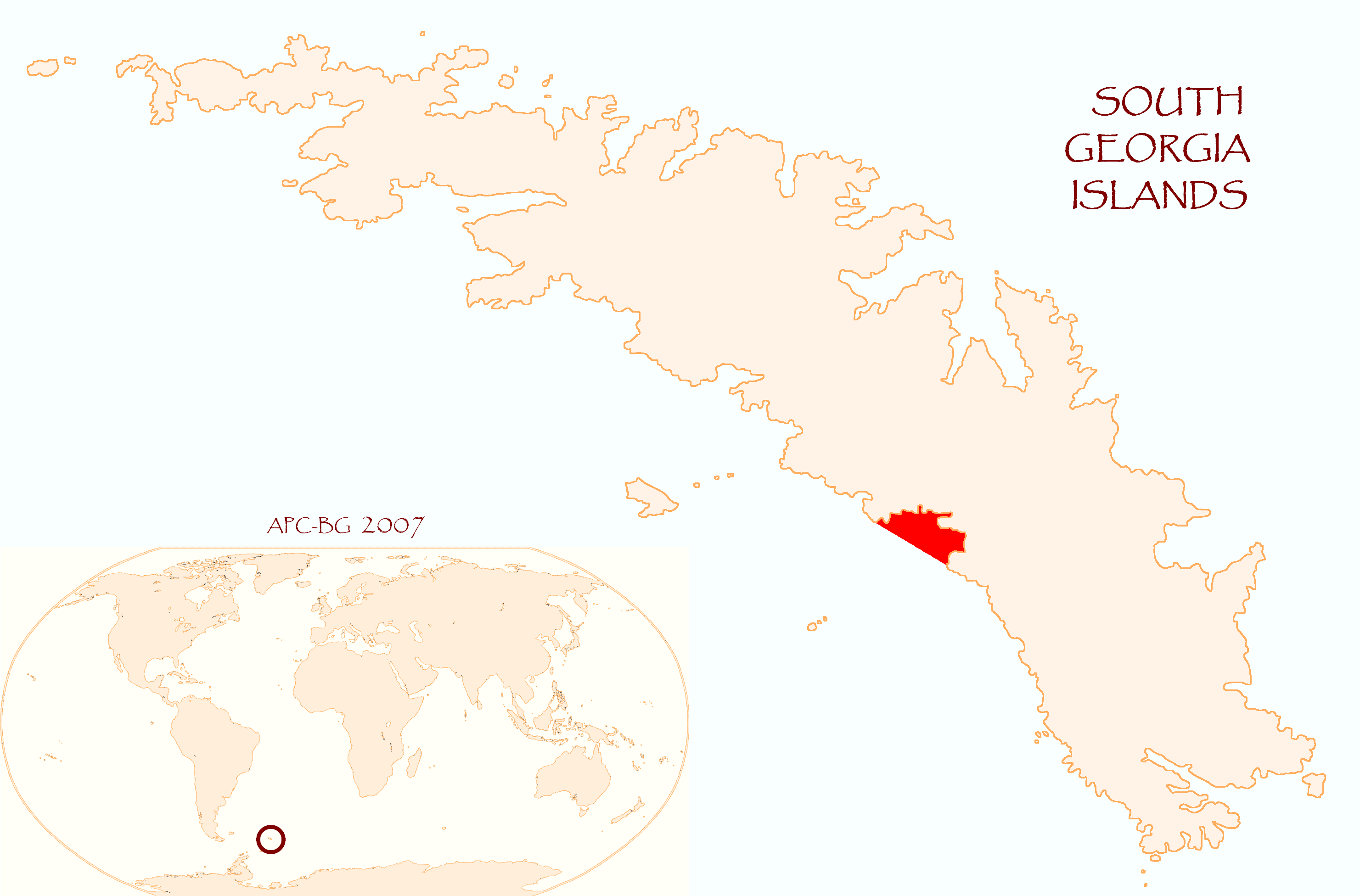
安丁南港在南喬治亞島的位置

安丁南港（德語：Undine South Harbor），是南極洲的海港，位於英國海外領土南喬治亞島南岸，處於杜克洛斯角和利昂角之間，長3.2公里、寬10公里，由德國探險隊命名。
54°31′S 36°33′W / 54.517°S 36.550°W